# Aphis roripae
Aphis roripae är en insektsart som först beskrevs av Palmer 1938.  Aphis roripae ingår i släktet Aphis och familjen långrörsbladlöss. Inga underarter finns listade i Catalogue of Life.